# Agnieszka Podłucka
Agnieszka Podłucka (ur. 1994 w Łodzi) – polska skrzypaczka i altwiolistka, wykładowczyni akademicka.

## Życiorys
Agnieszka Podłucka ukończyła Państwową Szkołę Muzyczną II stopnia im. Józefa Elsnera w Warszawie. Absolwentka Uniwersytetu Muzycznego Fryderyka Chopina w Warszawie w klasie skrzypiec Jana Staniendy oraz w klasie altówki Piotra Reicherta i Katarzyny Budnik-Gałązki.   
W latach 2019–2021 pełniła rolę zastępcy lidera grupy altówek w Narodowej Orkiestrze Symfonicznej Polskiego Radia w Katowicach. Od 2019 wykładowczyni akademicka w klasie altówki i kameralistyki w swojej macierzystej uczelni Uniwersytecie Muzycznym Fryderyka Chopina w Warszawie. W latach 2020–2021 studiowała skrzypce historyczne w klasie Martyny Pastuszki w Akademii Muzycznej im. Karola Szymanowskiego w Katowicach. Od grudnia 2021 pracuje w Filharmonii Narodowej w Warszawie jako altowiolistka.   
Członkini zespołu Tansman Trio (od 2021 razem z: Roksaną Kwaśnikowską, Zuzanną Sosnowską), który w grudniu 2023 wydał swoją debiutancką płytę Tansman Trio plays Tansman.   
Laureatka szeregu nagród w konkursach m.in. takich jak: I Międzynarodowy Konkurs Smyczkowy „Primuz” w Łodzi (2021, I miejsce), II Międzynarodowy Konkurs „Bach Solo” w Poznaniu (2021, I miejsce) czy XI Międzynarodowy Konkurs Muzyczny im. Michała Spisaka w Dąbrowie Górniczej (2017, I miejsce w kategorii altówka).   
Uczestniczka licznych prestiżowych kursów mistrzowskich i festiwalach: International Summer Academy of the mdw w Wiedniu, Heidelberger Fruhling, Międzynarodowy Festiwal Kameralny w Miesbach, Międzynarodowy Festiwal Muzyczny „iPalpiti” w Stanach Zjednoczonych oraz Międzynarodowy Festiwal Muzyki Kameralnej „Musethica” (Hiszpania, Szwecja, Niemcy).  
Koncertowała w Holandii, Austrii, Stanach Zjednoczonych, Niemczech, Japonii i Korei Południowej.
W 2024 roku była nominowana do Nagrody Fryderyki w kategorii Album roku muzyka współczesna razem z: Chromatophonic Trio, proMODERN, Chopin University Chamber Orchestra: Agnieszka Podłucka (altówka), Messages Quartet i Rafał Janiak (dyrygent).

## Stypendia
- 2018 – stypendium Ministra Kultury i Dziedzictwa Narodowego „Młoda Polska”
- 2015/2016 – stypendium Rektora Uniwersytetu Muzycznego Fryderyka Chopina
- 2014/2015 – stypendium Rektora Uniwersytetu Muzycznego Fryderyka Chopina